# N-09A
docomo SMART series N-09A（ドコモ スマート シリーズ エヌ ゼロ きゅう エー）は、日本電気（NEC）によって開発された、NTTドコモの第三世代携帯電話（FOMA）端末である。docomo SMART seriesの端末。名称は「エグゼクティブスリムケータイ」。同じ夏モデルでdocomo STYLE seriesのN-08Aとは姉妹モデルになっている。また、ソフトバンクモバイルが同日に発表したSoftBank 930Nとも共通点が多い。

## 概要
2008年冬モデルのN-02Aの後継機で、N905iμから続く薄型高機能折りたたみ端末のシリーズである。
N-08Aは、ポップなデザインとし、メインターゲットは女性としているのに対し、こちらは、高級感を持たせたシックなデザインとし、SMARTシリーズのメインターゲットであるビジネスマンに照準を合わせている。
背面デザインは、カラーバリエーション毎に若干異なり、「レッドレザー」は革張り風の仕上げ、「ブラッグウッド」は木目調風の仕上げ、「シルバーメタル」は、金属調の仕上げになっている。
国際ローミングサービスWORLD WINGでは3G＋GSMローミングにも対応した。
サイズは、質量が2g軽い事以外は、N-08Aとの違いはない。
機能面でも、N-08Aと全く同じである。メインカメラには、約810万画素CMOSを搭載。240度パノラマ撮影、120fpsで撮影し30fpsで再生する事で、スローモーション表示できる「スピードムービー」を備える。
その他に以下のカメラ機能を備える
- 6軸手ブレ補正+被写体ブレ補正を搭載、暗い場所での撮影や動きのある被写体もブレずに撮影が可能となる。
- 顔検出オートフォーカス
- スマイルモード

ビジネスマンをサポートするということで以下の機能を搭載
- ハイパークリアボイス - 本体マイクで周囲の騒音レベルを測定し、自動で受話音量を調整。また人の音声のみを際立たせ、相手の声を聞きやすくする。
- ウォーキングカウンター - 歩数計、カロリー計算などの機能があり、毎日の健康管理を行える。カロリー表などをグラフで表示。
- ドキュメントビューアー - PDFファイルの他に、Word Excel PowerPointを表示する。
- クイック検索 - サイトを閲覧中にいつでも検索ができる。

| 主な対応サービス                   | 主な対応サービス                                                    | 主な対応サービス                       | 主な対応サービス                                    |
| ---------------------------------- | ------------------------------------------------------------------- | -------------------------------------- | --------------------------------------------------- |
| タッチパネル                       | FOMAハイスピード7.2Mbps                                             | Bluetooth                              | DCMX／おサイフケータイ                              |
| iアプリオンライン／地図アプリ      | 直感ゲーム／メガiアプリ                                             | iウィジェット                          | マチキャラ／iコンシェル                             |
| ホームU／ポケットU                 | GPS／ケータイお探し                                                 | デコメール／デコメ絵文字／デコメアニメ | iチャネル                                           |
| 着もじ／プッシュトーク             | テレビ電話／キャラ電                                                | 電話帳お預かりサービス                 | フルブラウザ                                        |
| おまかせロック／バイオ認証         | 外部メモリーへiモードコンテンツ移行／ユーザーデータ一括バックアップ | トルカ                                 | iC通信／iCお引越しサービス                          |
| きせかえツール／ダイレクトメニュー | バーコードリーダ／名刺リーダ                                        | 2in1                                   | エリアメール／ソフトウェアーアップデート自動更新    |
| GSM／3Gローミング（WORLD WING）    | 着うたフル／うた・ホーダイ                                          | Music&Videoチャネル／ビデオクリップ    | デジタルオーディオプレーヤー(WMA)(AAC)(SDオーディオ |

### ワンセグ機能
- 字幕放送
- 録画予約
- 外部メモリーへの録画

## プリインストールiアプリ
以下のiアプリが購入時に端末にプリインストールされている。
| アプリ名                    | 概要 |
| --------------------------- | --- |
| ルミネス                    | パズルゲーム |
| いっしょにデコ              | iアプリタッチ対応アプリ、2人でスタンプを貼ったり、線や文字を描いたりとデコル |
| iアバターメーカー           | iアバターを作成するアプリ |
| モバイルGoogleマップ        | Googleマップのアプリ。GPSを使った道案内、経路検索、衛星写真、ストリートビューなどを利用できる |
| 地図アプリ                  | GPS機能を利用して、目的地を検索したり、乗り換え案内を駆使した、交通手段によるルートを表示が可能。 地図を使ったメッセンジャー機能、直感地図モード、標高地図モード、鉄道モード、夜モードと様々な地図が楽しめる。 災害地図、災害伝言板などもある。 |
| 日英版しゃべって翻訳 for N  | マイクに向かって主に旅行で使われる日本語、英語を話すだけで翻訳した文章を画面に表示する |
| Gガイド番組表リモコン       | テレビ番組表とAVリモコン機能が1つになったアプリ |
| iD設定アプリ                | おさいふケータイクレジット決済サービスiDの設定アプリ |
| DCMXクレジットアプリ        | NTTドコモが提供するおさいふケータイクレジットDCMXの設定アプリ |
| FOMA通信環境確認アプリ      | FOMAハイスピードエリアを利用できるかを確認することができるiアプリ |
| モバイルSuica登録用iアプリ  | モバイルSuica契約用のiアプリ |
| Start! iウィジェット        | iウィジェットの使い方をムービーで見ることができるiアプリ |
| iアプリバンキング           | モバイルバンキングを簡単に利用するためのアプリ |
| マクドナルド トクするアプリ | 日本マクドナルドのかざすクーポンなどを利用するためのアプリ |
| 楽オクアプリ                | 楽天オークション用のアプリ |
| 駅探乗換案内                | 乗り換え案内用アプリ |
| iWウォッチ                  | iウィジェット画面でグラフィカルに時計や電池残量を確認することができるアプリ |
| 株価アプリ                  | 指定銘柄の株価情報を表示するアプリ |
| Google モバイル             | Google検索機能が利用できるアプリ |

## 歴史
- 2009年（平成21年）3月11日 - 電気通信端末機器審査協会（JATE）通過。
- 2009年（平成21年）5月19日 - F-08A・F-09A・N-06A・N-07A・N-08A・N-09A・P-07A・P-08A・P-09A・P-10A・SH-05A・SH-06A・SH-07A・L-04A・L-06A・HT-03A・T-01Aの開発を発表。
- 2009年（平成21年）6月18日 - 発売開始。

## 不具合
2009年11月12日に以下の変更がソフトウェアの更新でなされた。
- iモードブラウザの一部機能（JavaScript機能）を再有効化